# Barbie in the 12 Dancing Princesses
Barbie in the 12 Dancing Princesses (bra: Barbie e as Doze Princesas Bailarinas) é um filme de animação estadunidense de 2006, produzido pela Mainframe Entertainment e distribuído pela Mattel Entertainment em parceria com a Universal Studios. O lançamento foi anunciado em 19 de setembro de 2006 e ocorreu por vídeo. O filme foi dirigido por Greg Richardson, com roteiro escrito por Elana Lesser e Cliff Ruby, inspirado no conto de fadas alemão As 12 Princesas Bailarinas, dos Irmãos Grimm. A história segue a Princesa Genevieve, interpretada por Barbie e suas onze irmãs. Juntas, elas vão parar em um mundo mágico, onde todos os seus desejos tornam-se realidade.
Barbie em As 12 Princesas Bailarinas contém a voz de Kelly Sheridan como Genevieve na versão original. O longa-metragem é o nono lançamento da série cinematográfica da Barbie, animada por computador.

## Enredo
Neste longa-metragem, Barbie interpreta Genevieve, uma das doze irmãs princesas. Quando o pai das garotas, um rei viúvo, nota que suas filhas não têm o comportamento adequado que se espera de uma princesa, chama sua prima que mora em um país distante: a duquesa Rowena, a fim de que ela as ensine a se comportarem como damas. Uma das primeiras atitudes de Rowena foi proibi-las de dançar, cantar e fazer qualquer tipo de brincadeira. Porém, quando as irmãs mais novas fazem aniversário, recebem de presente um livro que foi deixado pela sua mãe, descobrindo que dançando sobre os azulejos de flores no chão do quarto, podem abrir um portal para um jardim mágico secreto onde podem dançar a noite sem serem incomodadas.
Neste jardim, as flores realizam qualquer desejo, a água cura as feridas e até as estátuas podem dançar como os melhores bailarinos do mundo. Ao mesmo tempo em que as princesas estão felizes com sua descoberta, o rei fica muito doente graças a um veneno que Rowena vem misturando ao seu chá. Genevieve está desconfiada das intenções de Rowena e pede a Derek, que além de sapateiro real, é seu melhor amigo, para investigar um estranho homem que visitou a duquesa. Derek descobre que este homem é um vendedor de ervas e que a duquesa o pagou com uma taça de prata tirada do castelo.
Derek volta ao castelo para contar à Genevieve o que descobriu, porém ao chegar lá é avisado de que elas desapareceram. Na verdade, elas entraram no jardim mágico e não pretendiam sair até descobrir como se livrar de Rowena. Derek entra escondido no castelo e vai até o quarto das princesas, ao ver marcas de sapatos nos azulejos do chão se lembra da dança em 12 passos que Genevieve executava no jardim do palácio e, ao repeti-la, o portal se abre. A situação piora pois Brutus, o macaquinho de estimação de Rowena, vê Derek entrando no portal e ensina a sua dona como chegar até lá.
Rowena observa as princesas de longe e leva algumas flores mágicas. De volta ao castelo, Desmond destrói os azulejos que são a abertura do portal e as princesas juntamente a Derek são impossibilitados de voltar. Enquanto isso, o rei muito fraco e sem poder recorrer às filhas, emite proclames declarando Rowena como rainha enquanto ele não melhorar. Então, Rowena dá ordens aos guardas que prendam as princesas caso elas apareçam novamente no castelo. Enquanto isso, Derek e Genevieve tentam abrir o portal, porém descobrem que só dançando como um casal apaixonado, é que o portal se abrirá pela última vez.
As 12 princesas e Derek lutam para não deixar Rowena tomar o poder do reino, fazem armadilhas e enganam os guardas até que descobrem que o pai foi envenenado por Rowena e está morrendo. Genevieve e Derek lutam com Rowena, até que ela usa uma das flores mágicas, desejando que o casal dance pelo resto da vida. Porém a princesa consegue rebater o feitiço com ajuda de seu leque. Enquanto isso, Lacey consegue salvar a vida de seu pai dando a ele um pouco da água que trouxe do jardim mágico. Rowena sai do reino dançando eternamente ao lado de Desmond, seu comparsa. Genevieve se casa com Derek após descobrirem seus verdadeiros sentimentos, e todos viveram felizes para sempre.

## Personagens principais
- Ashley: É a mais velha. Ela adora música, principalmente flauta. Sempre diz o que pensa. A de cabelo castanho, que usa púrpura, tem a pele mais escura entre as princesas, usa um coque no cabelo. (no Brasil, voz de Fernanda Baronne)
- Blair: Muito sonhadora. Adora andar a cavalo pelo reino. A de cabelo preto que usa vermelho, tem a pele muito branca. Usa coque no cabelo. (no Brasil, voz de Mareliz Rodrigues)
- Courtney: Adora ler. Vive com um livro na mão pelo castelo. A de cabelo castanho que usa azul, tem a pele morena. Usa coque. (no Brasil, voz de Fernanda Crispim)
- Delia: Adora esportes, principalmente Croquet. Também gosta de andar a cavalo. A loira que usa verde, tem a pele rosada. Usa coque. (no Brasil, voz de Gabriela Bicalho)
- Edeline: Adora esportes, mais especificamente Croquet, como sua irmã Delia. A de cabelo castanho que usa laranja, tem a pele levemente morena. Usa coque. (no Brasil, voz de Roberta Nogueira)
- Fallon: Sonha com o verdadeiro amor. Adora cuidar e brincar com animais. Loira que usa rosa choque e rosa claro, tem a pele branca. Usa coque. (no Brasil, voz de Iara Riça)
- Genevieve: Adora dançar. Sempre foi a líder das irmãs, apesar de não ser a mais velha. É apaixonada por Derek e, no final, se casa com ele. Usa pink com branco-dourado e tem cabelo solto, tem a pele branca. É  a própria Barbie. (no Brasil, voz de Flávia Saddy)
- Hadley: Adora andar com pernas-de-pau, junto com sua irmã gêmea Isla. É loira e usa rabo de cavalo. Veste azul. (no Brasil, voz de Carol Kapfer)
- Isla: Adora fazer acrobacias e andar de pernas-de-pau, como sua irmã gêmea Hadley. Tem cabelo castanho, usa rabo de cavalo e veste lilás. (no Brasil, voz de Carol Kapfer)
- Janessa: Adora colecionar insetos. É uma das trigêmeas, ao lado de Kathleen e Lacey. Tem cabelo solto e castanho. Usa azul com azul bebê.
- Kathleen: Adora pintar quadros. É uma das trigêmeas, ao lado de Janessa e Lacey. Usa cabelo solto, é ruiva, e usa amarelo claro com lilás.
- Lacey: É a mais nova de todas as princesas. É uma das trigêmeas, ao lado de Janessa e Kathleen. Como sua irmã Genevieve, adora dançar, mas acha que, por ser muito desajeitada, não se encaixa com suas irmãs, que dançam super bem. No final, salva a vida de seu pai. Cabelo solto, loira, usa lilás.
- Derek: O vendedor de sapatos, acaba ajudando as garotas e tendo um envolvimento amoroso com Genevieve. (voz de Marcos Souza no Brasil)
- Rowena: Prima da família, acaba indo morar no castelo e se tornando a grande vilã da história. (voz de Miriam Ficher no Brasil)
- Brutus: O chimpanzé de Rowena. É encrenqueiro e malvado. (voz de Marcelo Garcia no Brasil)
- Twyla: A gata do rei. (voz de Christiane Monteiro no Brasil)
- Félix: O papagaio de Derek. (voz de Guilherme Briggs no Brasil)
- Rei: O pai das princesas. Fica doente através dos chás que Rowena o oferece. (voz de Alfredo Martins no Brasil)

### Prêmios e Indicações
Barbie em As 12 Princesas Bailarinas foi nomeado a "Melhor Canção Original - Infantil/Animação" no Daytime Emmy 2007, além de duas indicações ao Leo Awards 2007 nas categorias "Melhor Filme ou Série de Animação" e "Melhor Diretor de Filme ou Série de Animação".
Daytime Emmy 2007
| Categoria                                  | Complemento                                                               | Resultado |
| ------------------------------------------ | ------------------------------------------------------------------------- | --------- |
| Melhor Canção Original - Infantil/Animação | - "Shine" - Arnie Roth (música) - Rob Hudnut (letra) - Amy Powers (letra) | Indicado  |

Leo Awards 2007
| Categoria                                    | Complemento                                                      | Resultado |
| -------------------------------------------- | ---------------------------------------------------------------- | --------- |
| Melhor Filme ou Série de Animação            | - Shea Wageman (produtor) - Jennifer Twiner McCarron (produtora) | Indicado  |
| Melhor Diretor de Filme ou Série de Animação | - Greg Richardson                                                | Indicado  |

## Música
A trilha sonora instrumental foi composta por Arnie Roth, sendo a canção "Shine", tema musical do filme, foi escrito em parceria com Rob Hudnut e Amy Powers, e interpretado por Cassidy Ladden e Kelly Sheridan.
As canções apresentadas no filme são:
1. 12 Dancing Princesses theme song
2. Shine
3. The Birthday Song
4. Derek's Tune
5. Sacerdotes Domini